# Awule Quaye
Awule Quaye (nacido el 24 de septiembre de 1980 en Acra) es un futbolista de Ghana que juega actualmente en el Al-Wahda.  Forma parte de la selección de Ghana y participó en el Campeonato Mundial de la FIFA Sub-17 de 1997.
Se convirtió al islam poco después de llegar al conjunto del Al-Wahda y cambió su nombre a Abdullah.

## Clubes
| Club                       | País           | Año       |
| -------------------------- | -------------- | --------- |
| CD Ourense                 | España         | 1997-1998 |
| Málaga CF                  | España         | 1999-2002 |
| Hearts of Oak              | Ghana          | 2002      |
| CS Sfaxien                 | Túnez          | 2002-2005 |
| Zamalek SC                 | Egipto         | 2005-2007 |
| Al-Ittihad Alexandria Club | Egipto         | 2008-2009 |
| Al Wahda FC                | Arabia Saudita | 2009-2010 |

- Datos: Q3823453